# Missingsch
Missingsch (en ciertos lugares pronunciado messingsch) es un término que engloba las formas del alemán mixto, originadas en la mezcla de elementos del bajo alemán en el alemán estándar por hablantes de esta variedad en el norte de Alemania. Se caracteriza por la presencia de numerosos calcos y préstamos léxicos y gramaticales del bajo alemán, sobre todo la estructura de la oración bajoalemana y la traducción directa de proverbios y términos vernáculos.

## Variantes
El missingsch no es un dialecto per se, sino que conforma un grupo propio de variantes dialectales, típicas del norte de Alemania, por lo que técnicamente no reciben el trato de subdialectos. Algunas de ellas, sin embargo, como el dialecto de Bremen o Bremisch, reciben el apelativo de dialecto, poseyendo además características bastante singulares.
Como en el caso de otros dialectos, los nombres de las variantes del missingsch suelen reflejar la región donde se hablan. De este modo, existe un missingsch de Schleswig-Holstein, un missingsch de Baja Sajonia o un missingsch de Hamburgo.

## Etimología
El origen de la palabra missingsch es incierto. Se cree que podría proceder de la variante sajona conocida como Meißner Kanzleideutsch, que se desarrolló durante el humanismo renacentista en Alemania. Otra teoría sostiene que tiene su origen en la palabra alemana para latón, Messing, sugiriendo que la mezcla entre lenguas se asemeja a la mezcla entre el zinc y el cobre.